# داستان بادی هولی
داستان بادی هولی (انگلیسی: The Buddy Holly Story) فیلمی در ژانر زندگی‌نامه‌ای و موزیکال به کارگردانی استیو رش است که در سال ۱۹۷۸ منتشر شد.
این فیلم برنده جایزه اسکار بهترین موسیقی فیلم توسط جو رنزتی در سال ۱۹۷۸ شده‌است.

## بازیگران
- گری بیوسی
- دان استراود
- چارلز مارتین اسمیت
- کنراد جنیس
- نوا پترسون
- جو رنزتی
- استایمی برد